# Mistrzostwa Świata Juniorów w Narciarstwie Alpejskim 2005
24. Mistrzostwa świata juniorów w narciarstwie alpejskim odbyły się w dniach 23–27 lutego 2005 r. we włoskiej miejscowości Bardonecchia w regionie Piemont. Rozegrano po 5 konkurencji dla kobiet i mężczyzn. W klasyfikacji medalowej triumfowała reprezentacja Austrii, której zawodnicy zdobyli także najwięcej medali, dziewięć, w tym 4 złote, 2 srebrne i 3 brązowe medale. 

## Wyniki
| Pozycja | Zawodnik             | Narodowość | Czas    |
| ------- | -------------------- | ---------- | ------- |
|         | Rok Perko            | Słowenia   | 1:25,58 |
|         | Christopher Beckmann | USA        | 1:25,78 |
|         | Erik Fisher          | USA        | 1:26,40 |
| 4.      | Michael Gmeiner      | Austria    | 1:26,42 |
| 5.      | Alexandre Bouillot   | Francja    | 1:26,54 |
| 6.      | Christoph Nösig      | Austria    | 1:26,71 |

| Pozycja | Zawodniczka      | Narodowość | Czas    |
| ------- | ---------------- | ---------- | ------- |
|         | Nadia Fanchini   | Włochy     | 1:28,84 |
|         | Elena Fanchini   | Włochy     | 1:28,95 |
|         | Katrin Triendl   | Austria    | 1:29,61 |
| 4.      | Dominique Gisin  | Szwajcaria | 1:30,17 |
| 5.      | Aurélie Revillet | Francja    | 1:30,17 |
| 6.      | Shona Rubens     | USA        | 1:30,21 |

| Pozycja | Zawodnik           | Narodowość | Czas    |
| ------- | ------------------ | ---------- | ------- |
|         | Michael Gmeiner    | Austria    | 1:25,20 |
|         | Rok Perko          | Słowenia   | 1:25,25 |
|         | Gareth Sine        | Kanada     | 1:25,25 |
| 4.      | Andrej Križaj      | Słowenia   | 1:25,29 |
| 5.      | Kjetil Jansrud     | Norwegia   | 1:25,35 |
| 6.      | Alexandre Bouillot | Francja    | 1:25,66 |

| Pozycja | Zawodniczka        | Narodowość | Czas    |
| ------- | ------------------ | ---------- | ------- |
|         | Andrea Fischbacher | Austria    | 1:26,81 |
|         | Nadia Fanchini     | Włochy     | 1:26,90 |
|         | Elena Fanchini     | Włochy     | 1:27,06 |
| 4.      | Kathrin Zettel     | Austria    | 1:27,49 |
| 5.      | Simone Streng      | Austria    | 1:27,79 |
| 6.      | Urška Rabič        | Słowenia   | 1:28,37 |

| Pozycja | Zawodnik         | Narodowość | Czas    |
| ------- | ---------------- | ---------- | ------- |
|         | Michael Gmeiner  | Austria    | 2:10,28 |
|         | Florian Scheiber | Austria    | 2:10,55 |
|         | Stefan Guay      | Kanada     | 2:10,85 |
| 4.      | Michael Zach     | Austria    | 2:10,91 |
| 5.      | Christoph Nösig  | Austria    | 2:11,10 |
| 6.      | Jens Byggmark    | Szwecja    | 2:11,15 |

| Pozycja | Zawodniczka          | Narodowość | Czas    |
| ------- | -------------------- | ---------- | ------- |
|         | Nadia Fanchini       | Włochy     | 2:21,34 |
|         | Brigitte Acton       | Kanada     | 2:21,64 |
|         | Michaela Kirchgasser | Austria    | 2:21,73 |
| 4.      | Kathrin Zettel       | Austria    | 2:21,99 |
| 5.      | Šárka Záhrobská      | Czechy     | 2:22,02 |
| 6.      | Elena Fanchini       | Włochy     | 2:22,13 |

| Pozycja | Zawodnik       | Narodowość | Czas    |
| ------- | -------------- | ---------- | ------- |
|         | Filip Trejbal  | Czechy     | 1:24,10 |
|         | Mattias Hargin | Szwecja    | 1:24,74 |
|         | Beat Feuz      | Szwajcaria | 1:25,02 |
| 4.      | Kjetil Jansrud | Norwegia   | 1:25,08 |
| 5.      | Timothy Kelley | USA        | 1:25,15 |
| 6.      | Tim Jitloff    | USA        | 1:25,47 |

| Pozycja | Zawodniczka           | Narodowość | Czas    |
| ------- | --------------------- | ---------- | ------- |
|         | Šárka Záhrobská       | Czechy     | 1:23,97 |
|         | Kathrin Zettel        | Austria    | 1:24,33 |
|         | Ana Jelušić           | Chorwacja  | 1:25,19 |
| 4.      | Resi Stiegler         | USA        | 1:26,58 |
| 5.      | Michaela Kirchgasser  | Austria    | 1:27,03 |
| 6.      | Maria Pietilä-Holmner | Szwecja    | 1:27,37 |

| Pozycja | Zawodnik         | Narodowość | Punkty |
| ------- | ---------------- | ---------- | ------ |
|         | Tim Jitloff      | USA        | 37,53  |
|         | Kjetil Jansrud   | Norwegia   | 39,20  |
|         | Florian Scheiber | Austria    | 42,84  |
| 4.      | Christoph Nösig  | Austria    | 46,31  |
| 5.      | Kryštof Krýzl    | Czechy     | 54,07  |
| 6.      | Jens Byggmark    | Szwecja    | 55,55  |

| Pozycja | Zawodniczka       | Narodowość | Punkty |
| ------- | ----------------- | ---------- | ------ |
|         | Kathrin Zettel    | Austria    | 35,54  |
|         | Resi Stiegler     | USA        | 57,86  |
|         | Sophie Splawinski | Kanada     | 74,29  |
| 4.      | Camilla Borsotti  | Włochy     | 75,79  |
| 5.      | Chelsea Marshall  | USA        | 95,47  |
| 6.      | Ana Drev          | Słowenia   | 98,43  |

## Klasyfikacja medalowa
| Miejsce | Państwo           |   |   |   | złoto · srebro · brąz |
| ------- | ----------------- | - | - | - | --------------------- |
| 1.      | Austria           | 4 | 2 | 3 | 9                     |
| 2.      | Włochy            | 2 | 2 | 1 | 5                     |
| 3.      | Czechy            | 2 | 0 | 0 | 2                     |
| 4.      | Stany Zjednoczone | 1 | 2 | 1 | 4                     |
| 5.      | Słowenia          | 1 | 1 | 0 | 2                     |
| 6.      | Kanada            | 0 | 2 | 2 | 4                     |
| 7.      | Norwegia          | 0 | 1 | 0 | 1                     |
|         | Szwecja           | 0 | 1 | 0 | 1                     |
| 9.      | Chorwacja         | 0 | 0 | 1 | 1                     |
|         | Szwajcaria        | 0 | 0 | 1 | 1                     |